# 14
14. је била проста година.

## Догађаји

### Август
- 19. август — Август, први римски цар, умире и недуго затим је проглашен богом.

### Септембар
- 18. септембар — Тиберије наслеђује свог очуха Августа као римски цар.

## Смрти

### Јануар
- 19. август — Октавијан Август, римски цар